# Аккордовая последовательность
Акко́рдовая после́довательность или гармони́ческая после́довательность — организованная на основе гармонической логики последовательность музыкальных аккордов. Аккордовая последовательность — это основа гармонии западной музыкальной традиции, начиная от эры общей практики классической музыки до XXI века. В результате формирования к XVI веку системы октавных гармонических ладов, гармонические обороты, на которых основана большая часть аккордовых последовательностей (см. Автентический оборот, Плагальный оборот), стали основой западной эстрадной и академической музыки.    
В классической музыкальной теории аккордовая последовательность обычно выражается римской нотацией, например: I – Vl6 – ll2 – V65 – I. 
В то же время, по правилам эстрадно-джазовой цифровки, где аккорд обозначается звуком, содержащим его основной тон, и наклонением, вышеприведённая гармоническая последовательность в тональности До-мажор будет записана как C–Am–Dm–G.
В рок-музыке и блюзе музыканты также часто используют для аккордовой прогрессии римские цифры, так как это облегчает транспонирование песни. К примеру, рок и блюз музыканты часто представляют 12-тактовую блюзовую прогрессию, как состоящую из I, IV и V аккордов. Таким образом, простая версия этой прогрессии может быть выражена как I–I–I–I, IV–IV–I–I, V–V–I–I. За счёт того, что эта блюзовая прогрессия пишется римскими цифрами, бэнд-лидер может сказать аккомпанирующей или ритм-группе играть аккордовую последовательность в любой тональности. К примеру, если бэнд-лидер попросил группу сыграть эту аккордовую последовательность в До-мажоре, аккорды будет следующими: C–C–C–C, F–F–C–C, G–G–C–C; если же он захотел, чтобы песня была в Соль-мажоре, аккорды будут такими: G–G–G–G, C–C–G–G, D–D–G–G; и т. д.
Сложность аккордовых прогрессий меняется в зависимости от жанра и исторического периода. Некоторые поп и рок песни с 1980-х по 2010-е имеют довольно простые аккордовые прогрессии. В фанк-музыке делается упор на грув и ритм, поэтому многие фанк-песни могут быть основаны на одном аккорде. Некоторые джаз-фанк песни основаны на двух-, трёх- или четырёх- импровизированных аккордах. Некоторые панк и хардкор-панк песни используют только один аккорд. С другой стороны, бибоп джаз песни имеют 32-тактовую форму, где один или два аккорда меняются каждый такт..

## Теория
Аккорд может быть построен на любой ступени звукоряда, следовательно, семиступенная гамма создаёт семь базовых аккордов (для гаммы этой тональности), каждая ступень гаммы становится основой своего собственного аккорда. Аккорд, построенный на звуке ля — это ля аккорд определённого типа (мажорный/минорный/уменьшённый и т. д.). Функция гармонии, любого аккорда, зависит от контекста аккордовой прогрессии, в которой он находится. (См. Теория функций)
Диатоническая (на основе гаммы, включающей только семь звуков) гармония любого звукоряда проистекает в три мажорных трезвучия. Она также основывается на четвёртой и пятой ступенях (тоника, называемая I аккордом в римской нотации; субдоминанта, ii или IV аккорд в римской нотации; и доминанта, V или V7 аккорд — см. трёх-аккордовая песня). Эти трезвучия сочетаются и впоследствии могут гармонизировать каждый звук этой ступени. Многие простые песни типа народной музыки, традиционной музыки и рок-н-ролла используют эти три типа аккорда (например, Wild Thing, который использовал I, IV и V аккорд).
Одна и та же самая ступень также производит три аккордовые параллельные тональности, каждая из которых связана с тремя мажорными аккордами. Эти основаны на шестой, второй и третьей ступенях мажора и состоят в таких же отношениях друг с другом (в параллельной минорной тональности), как и три мажора, поэтому их можно рассматривать как первую (i), четвертую (iv) и пятую (v) ступень параллельной минорной тональности. К примеру, мы имеем тональность До мажор, её параллельная минорная тональность — это Ля минор. В тональности Ля минор, i, iv v аккорды будет Ля минор, Ре минор и Ми минор. На практике третий доминантный аккорд зачастую усиливается (повышается) одним полутоном, чтобы произвести мажорный аккорд; а также, у этого V аккорда может быть добавлен доминантсептаккорд, который делает аккорд V7. Аккорды в этой альтерации будут Ля минор, Ре минор и Ми мажор (или E7).
Отдельно от этих шести трезвучий есть одна ступень звукоряда, седьмая, которая даёт уменьшённое трезвучие. Таким образом, в тональности До мажор седьмая ступень, Си, станет основным тоном уменьшённого трезвучия (звуки Си, Ре, Фа).
К тому же, дополнительные хроматические ступени могут быть добавлены в аккорд. Хроматическими называются звуки, производные от диатонических (основных) вследствие повышения или понижения последних на хроматический тон или полутон. Возвращаясь к нашему примеру песни в До мажоре, у этой тональности нет диеза или бемоля. Тональность До мажор — это белая клавиша на пианино. У каждого из аккордов в тональности До мажор может быть одна или несколько нот в трезвучии с бемолем или диезом, что требует использование в До мажоре чёрных клавиш. Пожалуй, самая основная хроматическая альтерация в простых народных песнях — это использование четвёртой ступени в диезе. В песне в До мажоре, диатоническая четвёртая ступень лада — это Фа. Если добавить четвёртой ступени один полутон (диез), то получится F#. Хотя с F#, ii аккорд (обычно это звуки Ре, Фа и Ля) состоит из звуков D, F#, A (аккорд в До мажоре; технически он называется побочная доминанта), эти звуки также отделяются от начального лада, но гармония остаётся диатонической. Если вводятся новые хроматические интервалы, происходит изменение лада или, иначе говоря, модуляция, которая может привнести небольшое изменение центра тональности (попросту говоря, переход к новой тональности). Это в свою очередь может привести к разрешению назад к оригинальной тональности, так что вся последовательность аккордов помогает создать расширенную музыкальную форму и чувство движения и интереса для слушателя.
Хотя это даёт огромное число возможных прогрессий (зависит от длины прогрессии), на практике прогрессии часто ограничены длиной в несколько тактов, а определённые прогрессии предпочитают больше остальных в силу моды (например, 12-тактовая блюзовая последовательность), аккордовая последовательность может даже задать целый жанр.
В западной классической нотации аккорды строятся на ладе, пронумерованном римскими цифрами. До аккорд будет выглядеть как I в тональности До, но, допустим, V в тональности Фа. Минорные аккорды обозначаются прописными римскими цифрами, предположим, Ре минор в тональности До будет написано ii. Были изобретены и другие формы аккордовой нотации: от генерал-баса до схемы аккордов. Они обычно используются могут даже быть необходимы во время определённых импровизаций.

## Простые прогрессии
Диатонические ступени такие как мажорные и минорные особенно хорошо подходят для построения общих аккордов, поскольку они содержат большое количество чистых квинт. Такие ступени преобладают в таких областях где гармония — это неотъемлемая часть музыки, к примеру, в период общей практики западной классической музыки. Если принять во внимание арабскую и индийскую музыку, в которых используются диатонические ступени, в них также имеется ряд недиатонических ступеней, где у музыки не меняются аккорды, при этом всегда оставаясь на тоническом трезвучии, такой атрибут встречается в хард-роке, хип-хопе, фанке, диско, джазе и т. д.
Альтерация между двумя аккордами, как полагается, является основой аккордовой прогрессии. Многие известные отрывки построены гармонически на простом повторении двух аккордов одного и того же звукоряда. К примеру, у большинства несложных мелодий в классической музыке, в основном или по большей части, есть альтерация между тоникой (I) и доминантой (V, иногда с септаккордом), как в случае народных песен «Polly Wolly Doodle» и популярной песни «Achy Breaky Heart». The Isley Brothers с «Shout» использует всю песню I — vi.

## Трёх-аккордовые прогрессии
Мелодии с тремя аккордами более распространены, так как мелодия может впоследствии остановиться на любой ступени звукоряда. Они чаще всего представляют собой последовательности из четырёх аккордов, это нужно для создания двойного гармоничного ритма, хотя два из этих четырёх аккордов одинаковы. Зачастую выбирают те аккорды, которые соответствуют заранее определённой мелодии, и, как правило, это такая прогрессия, которая улучшает мелодию.
- I — IV — V — V.
- I — I — IV — V.
- I — IV — I — V.
- I — IV — V — IV.

Африканская поп-музыка изобилует похожими прогрессиями. Они могут меняться от добавления септаккорда (или других ступеней лада) до любого аккорда или замены похожего минора IV, к примеру, I — ii — V. Такая последовательность, использующая аккорд, основана на второй ступени лада, также используется каденциально в общей аккордовой прогрессии джазовой гармонии, так называемом ii-V-I обороте, на котором основаны большинство гармоний Колтрейна.
Такие прогрессии составляют всю гармоническую основу африканской и американской поп-музыки, они появляются дробно во многих секциях классической музыки (вводные такты Пасторальной Симфонии Бетховена). Любые из этих прогрессий могут быть транспонированы в любую тональность, к примеру, прогрессия I — IV—V в тональности Ля будет играться A — D — E, в то время, как тональность До будет выглядеть C — F — G.
В тех местах, где такая простая последовательность не является целой гармонической структурой, она может быть без труда расширена для большего разнообразия. Нередко вводный оборот типа I — IV—V — V, который оканчивается неразрешённой доминантой, может быть «решён» такой же версией, которая разрешается обратно на свой аккорд, давая структуре двойную длину:
I — IV—V — V
I — IV—V — I
К тому же, такой переход может чередоваться с другой, чтобы получить бинарную или тройную форму, такую, как популярную 32-тактовую форму (см. Музыкальная форма).

## Блюзовая гармония
Двенадцати-тактовый блюз и его множественные варианты используют удлинённую, трёх-линейную форму I — IV—V прогрессии, которая в свою очередь производит бесчисленное множество хитов, включая самые значительные среди звёзд рок-н-ролла: Чака Берри и Литл Ричарда. В самой элементарной форме (существует множество вариантов) аккорд прогрессирует следующим образом:
I — I — I — I
IV — IV — I — I
V — IV — I — I
Опять же, блюзовая прогрессия сформировала целую гармоническую основу для многих записанных песен, но, тем не менее, может ограничиться единственной секцией более сложной формы, как это часто случалось у песен The Beatles: «You Can't Do That», «I Feel Fine» и «She’s a Woman». Они также были усиленно подвергнуты хроматическому совершенствованию, как в Bird blues.
Стидман (1984) предложил, чтобы ряд рекурсивных переписываний образовывал хорошо согласованные трансформации, как основные аккордовые гармонии блюза и слегка модифицированные последовательности (такие, как ««гармония ритма»»). Самые важные трансформации включают в себя:
- замена (или добавление) аккорда с доминантой, субдоминантой или тритоновой заменой.
- использование проходящих хроматических аккордов.
- в значительной степени обращение к ii-V-I обороту.
- альтерации аккордов, таких как минорные аккорды, уменьшённые септаккорды и т. д..[8]

## Прогрессии 1950-х
Другой общий путь расширения последовательности I — IV—V — это добавление аккорда шестой ступени, делая последовательность I — vi — IV—V или I — vi — ii — V, иногда называемой прогрессией 1950-х или ду-воп-прогрессией.
По факту этой последовательностью пользовались в начале развития классической музыки в частности ей часто пользовался Вольфганг Амадей Моцарт, но после создания популярных хитов, таких как «Blue Moon» Роджерса и Харта (1934), «The Way You Look Tonight» Джерома Керна и Дороти Филдс 1936 и «Heart and Soul» Хоги Кармайкла (1938), она стала ассоциироваться с чёрными американскими вокальными группами 1940-х: The Ink Spots и The Mills Brothers («Till Then»), и даже позже стала целой основой для жанра 1950-х ду-воп, типичный пример «The Book of Love» у The Monotones.
Вписавшись в течение популярной музыки, на примере «All I Have to Do Is Dream» от Felice and Boudleaux Bryant, хитом The Everly Brothers в 1960-х, он продолжил бить рекорды, в отличие от песни The Paris Sisters «I Love How You Love Me» (написанной Манном и Колбером) и «Monster Mash» Бобби Пикэтт.
Отчасти ей продолжили пользоваться: в последней части Beatles «Happiness Is a Warm Gun», а также, чтобы сформировать гармоническую базу будущих новых песен декад («Every Breath You Take» у The Police и «True Blue» Мадонны).

## Круговые последовательности
Вводя аккорд ii в такие прогрессии, акцент делается на их обращения как на элементарные формы круговой последовательности. Название происходит от квинтового круга. Они состоят из «соотношений смежных тонов аккорда в восходящей кварте или нисходящей квинте» — к примеру, последовательность vi — ii — V—I восходит с каждым последующим аккордом от первого до четвёртого над предыдущим. Такое движение, основанное на близких гармонических связях, представляет собой «несомненно самое целостное и сильное среди всех гармонических последовательностей». Последовательность каденсов создаёт впечатление неизменного возвращения к преобладающей тональности произведения.
Короткие циклические прогрессии могут быть получены взятием последовательности аккордов от ряда, заканчивающего круг, от тоники до всех семи диатонических аккордов:
- I — IV — viio — iii — vi — ii — V—I (в До мажоре) Круговая прогрессия в До мажорео файле
- I — V—I Отрывок круговой последовательности: I - V - Iо файле
- I — IV—V — I Отрывок круговой последовательности: I - IV -V - Iо файле

Этот тип прогрессии во многом пользовались классические композиторы, которые постепенно вводили едва различимые интонации. В особенности, замещение мажора на минор, к примеру, I — VI—II — V придавало более сложный хроматизм и возможность модуляции. Американские исполнители переняли эти гармонические конвенции, тем самым дали развиться многим вариациям, учитывая те знания о гармоники во времена раннего джаза, который копировал прогрессию регтайма и стомповую последовательность. Все такие прогрессии можно кое-где найти, к примеру, чаще всего использовал «гармонию ритма» Джордж Гершвин в «I Got Rhythm».

## Гармонизация гаммы
Слух хорошо реагирует не только на циклическую основу аккордов, но и на линейную нить; аккорды идут вслед за гаммой вверх или вниз. Их часто называют шаговыми прогрессиями из-за того, что они идут по ступеням звукоряда, создавая гамму, как басовую линию. В XVII веке нисходящие басовые линии использовались для «разделения областей», в таких произведениях как Канон Пахельбеля, Оркестровая сюита Баха (знаменитая Air on a G String) и органный концерт Генделя; у всех присутствуют очень похожие гармонизации нисходящего мажорного звукоряда. Введя их вновь в моду поп-музыки в середине 20-х, они принесли с собой много атрибутики барокко (у The Beatles «For No One», у Procol Harum «A Whiter Shade of Pale» и «Dear Mary» и «Baby’s House» у The Steve Miller Band).
Проще говоря, эта нисходящая последовательность просто вводит дополнительный аккорд III или V, либо последовательность I — VI—IV — V, которая описывалась выше. Этот аккорд предусматривает гармонизацию седьмой ступени, и соответственно басовой линии I — VII—VI…. Такая стратегия особо выражена у Перси Следжа «When a Man Loves a Woman» и Боба Марли «No Woman, No Cry». Прототипы барокко снисходят для октавы в то время, как «A Whiter Shade of Pale» великолепно подчиняет две октавы перед «обращением» через доминанту, чтобы снова стать ключевой тональностью.
Восходящие мажорные прогрессии не так уж часто встречаются, но существуют: версия «Like a Rolling Stone» восходит до пятой ступени, I-ii-iii-IV-V (или I-ii-I/iii-IV-V), а потом снова снисходит до ключевой тональности, IV — iii — ii — I (или IV—I/iii-ii-I)—последняя является другим общепризнанным типом гармонизации нисходящего мажорного лада. Хит группы The Four Pennies «Juliet» и «Here, There and Everywhere» группы Beatles используют одинаковые восходящие прогрессии.
Нисходящий хроматический лад также сформировал много прогрессий начиная от Crucifixus Мессы си минор Баха, включая 32 вариации Бетховена и заканчивая «Simple Twist of Fate» Боба Дилана, «Something» Джорджа Харрисона, «Paradiso» Лучио Баттисти и хитом Amen Corner «(If Paradise Is) Half as Nice».
У концерта на фортепиано в Соль мажоре Равеля в последних тактах есть гармонизация нисходящего гибридного звукоряда (фриго-мажор). В таких особенных случаях Равель использовал параллельную серию мажорных трезвучий для потрясающего эффекта.:(G F♯ E D C B♭ A♭ G)

## Минорные и модальные последовательности
Похожие стратегии ко всем вышеупомянутым произведениям одинаково хороши в минорных  модулях: песни с одним-, двумя- и тремя-минорными аккордами, минорный блюз.
Самый яркий пример нисходящей минорной аккордовой прогрессии проявляется в четырёх-аккордовой андалузской каденции,
i - VII - VI - V.
Народные и блюзовые мелодии часто используют миксолидийский лад, у которого бемоль на седьмой ступени, изменяющий положение трёх основных аккордов до I-♭VII-IV. К примеру, мажорный звукоряд До, который даёт три аккорда До, Фа и Соль на первой, четвёртой и пятой ступенях исполняется в Соль, как тоника, в то время, как эти же аккорды сейчас появятся четвёртой и седьмой ступенях. Эти «миксолидийские» гармонии также появляются в поп-музыке 1960-х, в частности, в альбоме Beatles Help! и The Rolling Stones Beggar's Banquet.
Минорная третья ступень от минорной тональности до близкой мажорной способствует восходящим ладовым последовательностям, в частности, основанных на восходящей пентатонике. Типичнее всего – это секвенция i - III -IV (or iv) - VI.
Согласно Тому Сатклиффу:
... во время 1960-х некоторые популярные группы начали экспериментировать с модальными аккордовыми последовательностями, как с альтернативным способом гармонизации блюзовых мелодий... Это создало новую систему гармонии, которая повлияла на последующую популярную музыку.
Это пришло отчасти из-за схожести блюзового лада с модальными ладами и отчасти с характеристиками гитары и использованием параллельных мажорных аккордов на пентатоническом минорном ладе. С каподастровыми аккордами на гитаре один и тот же вид аккорда может быть перемещён верх или вниз по грифу, не изменяя положения пальцев. Этот феномен также привёл к повышенному интересу, поэтому стали использовать пауэр-аккорд в хэви-метале. В пауэр-акордах есть квинта или квинта с двумя тональностями. Без третьей ступени пауэр-аккорды становятся более гибкими в аккордовой прогрессии.

## Аккордовые прогрессии в классической музыке
Ранняя европейская классическая музыка развивалась через приукрашивание единственной линии мелодии, и классическая теория и по сей день делает акцент на соответствующий «горизонтальный» прогресс партии с единственной ступенью, иногда известной как голосоведение. Обычно к мелодии в верхней партии добавляется сначала басовая линия, а потом две внутренние линии, чтобы закончить аккорд в четырёхголосном изложении, подходящей для хоровой или струнной секции, заканчивающегося каденциями, избегая некоторые аккордовые обращения, предпочитая другие, и сохраняя организованное и мелодичное связующее, противоположного и наклонного движения каждого отрывка, схожего с другими для того, чтобы достигнуть единства текстуры избеганием неподходящих интервалов, параллельных квинт и октав и т.д. 
В барочной музыке получила распространение аккордовая последовательность, характеризующаяся движением хроматических гамм в противоположных направлениях ― она получила название «omnibus»:
Искусству гармонического перехода и развития даётся очень много практики, что важно для использования гармонии классической музыки как средства достижения единства в крупномасштабной форме. В то время как (как было описано выше) у классической музыки есть свои клишированные последовательности, их редко называют и обсуждают: возможно, только Шёнберг среди всех авторов популярных учебников сделал некоторые попытки для этого.